# Glucken (Schmetterlinge)
Die Glucken oder Wollraupenspinner (Lasiocampidae) sind eine Familie der Schmetterlinge (Nachtfalter). Sie kommen weltweit mit ca. 1.500 Arten in 150 Gattungen und fünf Unterfamilien vor. Ihren Namen haben sie von ihrer auffälligen Ruheposition, in der sie die Flügel dachziegelartig übereinander legen und so brütenden Hennen ähnlich sehen. Dies ist vor allem bei der Gattung Gastropacha deutlich zu erkennen.
Die Familie ist fast weltweit verbreitet, sie fehlen lediglich in Neuseeland. Ihr Hauptverbreitungsgebiet sind die Tropen der Alten Welt.

## Merkmale
Die mittelgroßen bis großen Falter haben einen sehr kräftigen und plumpen Körperbau und sind meist stark behaart. Ihre beiden Flügelpaare sind meist sehr breit, es gibt allerdings einige Gattungen, bei denen die Vorderflügel eher schmal und die Hinterflügel klein sind. Ihre Färbung ist meist düster, Männchen und Weibchen weisen einen Sexualdimorphismus auf. Weibchen sind meist größer als die Männchen. Die Fühler sind bei beiden Geschlechtern bis zur Spitze hin gefiedert. Der Saugrüssel ist bei allen Arten entweder stark zurückgebildet oder komplett fehlend, die Maxillarpalpen sind ebenso fehlend. Die Labialpalpen sind unterschiedlich gut ausgebildet.
Die Flügeladern R5 und M1 sind auf den Vorderflügeln in der Regel nahe beieinander, ebenso wie die Adern M2 und M3. Auf den Hinterflügeln sind die Adern Sc und Rs an der Basis des Flügels getrennt, treffen sich aber, um eine Zelle zu bilden. Die Ader M2 entspringt meist an der Basis von M3. Die Ader CuP fehlt auf beiden Flügelpaaren. Die Tibiae der mittleren und hinteren Beinpaare haben jeweils zwei sehr kurze Sporne, die der Vorderbeine keine. Bei vielen Arten haben die Weibchen am Hinterleibsende einen Afterbusch.
Folgende Autapomorphien grenzen die Familie von anderen ab: Die Borsten am Pilifer, einer Struktur, die sich aus dem Labrum ableitet, fehlen. Der weiter zur Flügelspitze hin gerichtete Teil der Radiale (R) nähert sich deutlich der Ader Sc an. An den Flügeln fehlt die Areole und die Ader CuA2 der Vorderflügel beginnt näher an der Diskalzelle als die Ader M3. Das Frenulum, die Borste, mit der die beiden Flügelpaare im Flug aneinandergekoppelt werden, fehlt und wird durch erweiterte und im Flug überlappende Bereiche der Flügel ersetzt. Der bereits bei der Puppe sichtbare Saugrüssel ist kurz bis stark verkümmert.
Die Raupen sind vor allem an den Seiten stark behaart und meist groß. Viele haben einen ovalen Querschnitt oder die Unterseite des Körpers etwas nach innen gewölbt. Unter ihnen gibt es viele, die eine bunte Färbung aufweisen. Ihre Kokons sind sehr kräftig gebaut und oft bepudert. Sie ernähren sich von einer Vielzahl verschiedener Laubbäume und Sträucher.

## Lebensweise
Die Tiere sind nachtaktiv, man findet aber auch Männchen am Nachmittag, die auf der Suche nach Weibchen wild umherfliegen. Es gibt Schädlinge unter ihnen, bei denen Massenauftreten möglich sind. Die Falter können keine Nahrung aufnehmen, da sie keine Saugrüssel haben und sterben schon bald nach der Paarung und Eiablage. Die Eier, von denen die Weibchen viele legen können, sind meist flach und in der Mitte eingedellt.

## Systematik
In der folgenden Übersicht sind die 22 in Deutschland (D), Österreich (A) und der Schweiz (CH) vorkommenden Arten aufgeführt. In Europa ist die Familie der Lasiocampidae mit insgesamt 46 Arten vertreten.

### Unterfamilie Poecilocampinae
- Kleine Pappelglucke (Poecilocampa populi) D-CH-A
- Alpen-Wollspinner (Poecilocampa alpina) D-CH-A
- Weißdornspinner (Trichiura crataegi) D-CH-A

### Unterfamilie Lasiocampinae
- Frühlings-Wollafter (Eriogaster lanestris) D-CH-A
- Alpen-Wollafter (Eriogaster arbusculae) D-CH-A
- Eichen-Wollafter (Eriogaster rimicola) D-CH-A
- Hecken-Wollafter oder Schlehen-Herbst-Wollafter (Eriogaster catax) D-CH-A
- Ringelspinner (Malacosoma neustria) D-CH-A
- Wolfsmilch-Ringelspinner (Malacosoma castrensis) D-CH-A
- Frankfurter Ringelspinner (Malacosoma franconica) D-A
- Alpen-Ringelspinner (Malacosoma alpicola) D-CH-A
- Kleespinner (Lasiocampa trifolii) D-CH-A
- Eichenspinner (Lasiocampa quercus) D-CH-A
- Brombeerspinner (Macrothylacia rubi) D-CH-A
- Kiefernspinner (Dendrolimus pini) D-CH-A
- Grasglucke oder Trinkerin (Euthrix potatoria) D-CH-A
- Mondfleckglucke (Cosmotriche lobulina) D-CH-A
- Weidenglucke (Phyllodesma ilicifolia) D-CH-A
- Eichenglucke (Phyllodesma tremulifolia) D-CH-A
- Kupferglucke (Gastropacha quercifolia) D-CH-A
- Pappelglucke (Gastropacha populifolia) D-CH-A
- Pflaumenglucke (Odonestis pruni) D-CH-A

## Weitere Arten (Auswahl)
- Eutricha capensis